# Bukit Timah Expressway
Der Bukit Timah Expressway AH2 (Abkürzung: BKE, chin.: 武吉 知 马 高速公路; Pinyin: Wǔjízhīmǎ Gāosù Gōnglù; Tamil: புக்கிட் தீமா விரைவுச்சாலை; malay: Lebuhraya Bukit Timah) ist eine Autobahn in Singapur. Er beginnt am PIE in Bukit Timah und verläuft nach Norden bis zum Woodlands Checkpoint und dem Johor-Singapore Causeway, der Grenze zu Malaysia.
Vor Fertigstellung des KJE war der BKE mit ca. 10 km die kürzeste Autobahn in Singapur. Er verfügt in beide Richtungen über drei Fahrstreifen.

## Stadtteile entlang der Autobahn
- Bukit Timah
- Woodlands